# Aarhus Filmværksted
Aarhus Filmværksted er placeret i den centrale del af Aarhus. Filmværkstedet har til formål at udlåne og støtte filmprojekter fra østjyske filmtalenter.
Aarhus Filmværksted var frem til december 2005 en offentligt støttet forening – skabt i 1987 med rødder tilbage til 1975. I januar 2006 blev foreningen lavet om til en fond. 
Værkstedets formål er at give støtte til nye talenter og andre personer, som ønsker at udnytte de elektroniske medier, og består i teknisk udstyr og rådgivning. 
Støtten gives efter ansøgning til filmværkstedets støtteordning. 
Årligt støtter Aarhus Filmværksted op mod 50 projekter inden for felterne kort fiktion og dokumentarfilm, animation og kunstneriske eksperimenter med fokus på fiktion og dokumentar.